# Мучча
Мучча (італ. Muccia) — муніципалітет в Італії, у регіоні Марке,  провінція Мачерата.
Мучча розташована на відстані близько 145 км на північ від Рима, 75 км на південний захід від Анкони, 45 км на південний захід від Мачерати.
Населення — 916 осіб (2014).
Щорічний фестиваль відбувається 3 лютого. Покровитель — святий Власій.

## Демографія
Населення за роками:

Станом на 1 січня 2023 року в муніципалітеті офіційно проживало 78 іноземців з 13 країн, серед них 38 громадян країн Євросоюзу та 2 громадяни України.

## Сусідні муніципалітети
- Камерино
- П'єве-Торина
- П'євебовільяна
- Серравалле-ді-К'єнті